# 설화중학교
설화중학교(雪華中學校)는 대한민국 충청남도 아산시 배방읍 장재리에 있는 공립 중학교이다.

## 학교 연혁
- 2011년 4월 18일 : 설화중학교 개교
- 2012년 2월 9일 : 제1회 졸업식
- 2024년 9월 1일 : 박인숙 교장 부임
- 2025년 1월 7일 : 제14회 졸업식(졸업생 268명)
- 2025년 3월 4일 : 제15회 입학식(입학생 372명)

## 참고 자료
- 설화중학교 - 한국교육학술정보원 학교알리미